# Heinrich VII. (Schwarzburg-Blankenburg)
Heinrich VII. (VI.) (* vor 1285; † 11. November 1324) war ab 1285 Graf von Schwarzburg-Blankenburg.

## Leben
Er war der Sohn von Graf Heinrich V. (IV.) von Schwarzburg aus dessen Ehe mit Sophie von Halytsch, Tochter des Fürsten Daniel Romanowitsch von Galizien und Großfürst von Kiew.
1290 wurde er Herr von Blankenburg, 1306 Herr zu 1/2 Arnstadt, Wachsenburg und Stadtilm. 1323 Herr zu Saalfeld.
Er war Vormund und Onkel des Landgrafen Friedrich des Ernsthaften.
Graf Heinrich fiel im November 1324 bei einem Zug in die Mark Brandenburg und wurde im Grauen Kloster in Berlin bestattet.

## Nachkommen
Aus seiner ersten Ehe mit Christina von Gleichen, urkundlich 1292, († nach 18. September 1296), Tochter des Grafen Albrecht III. von Gleichen-Tonna (1249–1290) und Cecilie? Esbernsdatter (–), entstammten sieben Kinder:
- Günther (XX.) von Schwarzburg-Blankenburg, († 28. September 1314)
- Heinrich X. (VII.) († vor 4. März 1338); ⚭ Elisabeth von Weimar-Orlamünde († 1362)
- Günther XXI. (IX.) (* 1303/1304; † (14./18.) Juni 1349); ⚭ (vor 9. September 1331) Elisabeth von Honstein († um 4. April 1380)
- Jutta von Schwarzburg-Blankenburg († nach 1316), Nonne zu Ilm,
- Judith von Schwarzburg-Blankenburg (* 1306; † 11. September 1352); ⚭ Albrecht V. von Barby, Graf von Mühlingen (* um 1271; † 16. (April/August) 1332)
- Irmgard von Schwarzburg-Blankenburg († 26. März 1354); ⚭ (vor 26. Juli 1313) Graf Heinrich III. von Orlamünde († nach 26. März 1354)
- Heinrich von Schwarzburg-Blankenburg († nach 1325)

In zweiter Ehe heiratete er Utha (Oda) von Henneberg-Hartenberg, urkundlich 1331, († 1. April 1346; bestattet in Arnstadt), Witwe des Grafen Heinrich V. von Schwarzburg († vor 19. September 1293), Tochter des Grafen Poppo X. von Henneberg-Hartenberg (1286–1349) und Richza von Hohenlohe-Weikersheim (1305–1337), die Ehe blieb kinderlos.